# Gymnachirus
Gymnachirus es un género de peces de la familia Achiridae, del orden Pleuronectiformes. Este género marino fue descrito por primera vez en 1858 por Johann Jakob Kaup.

## Especies
Especies reconocidas del género:
- Gymnachirus melas Nichols, 1916
- Gymnachirus nudus Kaup, 1858
- Gymnachirus texae (Gunter, 1936)